# PRS Guitars

Logo.

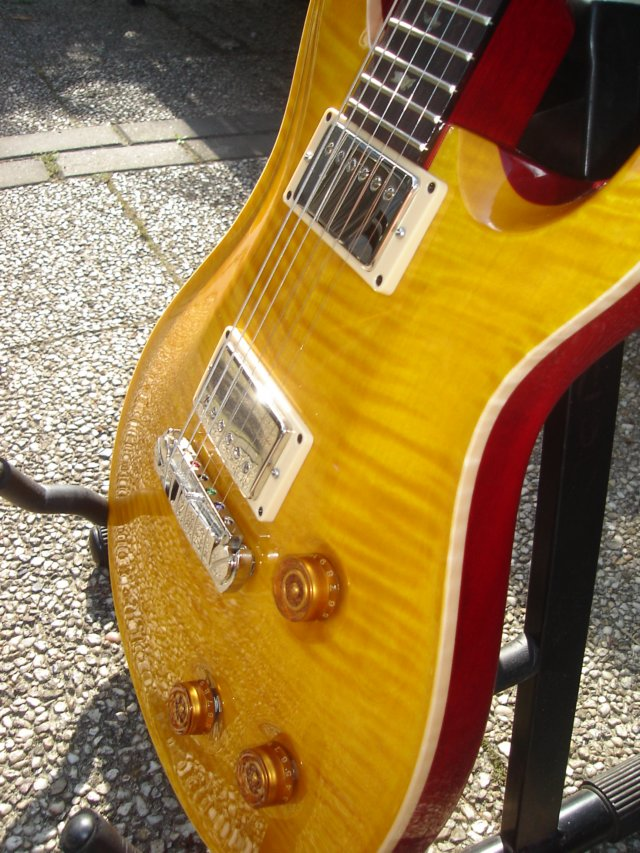
E-Gitarren-Modell PRS Custom 22 mit Decke aus Ahornholz mit „Flammen“-Maserung (Flamed Maple)

PRS Guitars ist eine vom Gitarristen Paul Reed Smith gegründete US-amerikanische Firma für die Herstellung exklusiver E-Gitarren. Die Modelle der Firma sind bekannt für ihre markante Form und ihren besonderen Klang. Offizielle Firmengründung war 1985, in den Jahren 1995 und 2005 wurde das zehnte beziehungsweise zwanzigste Firmenjubiläum mit Sondermodellen (10th- bzw. 20th-Anniversary-Modelle) gefeiert, die heute Raritäten sind.

## Anfänge
Paul Reed Smith begann ab 1975 damit, Gitarren selbst zu bauen. Der Gitarrenbau war ursprünglich als Projekt in seinem Musik-Studium gedacht, Smith erkannte jedoch ein Talent bei sich und beschloss, diese Arbeit fortzusetzen. Um auf seine Modelle aufmerksam zu machen, schlich er sich zu großen Künstlern hinter die Bühne, um ihnen seine Gitarren zu präsentieren. So lernte er in seinen frühesten Jahren unter anderem Carlos Santana, Al Di Meola und Peter Frampton kennen, die nach einigen Treffen von ihm speziell entworfene Gitarren anfertigen ließen. Seine ersten Gitarren waren jedoch aufgrund seiner Mittel technisch noch nicht ausgereift.
Der Gitarrist Santana wollte eine PRS-Gitarre nach einem ersten Backstage-Test sofort auf einem Konzert spielen, doch reagierten die elektromagnetischen Tonabnehmer des Instruments mit lauten Rückkopplungsgeräuschen auf den Gitarrenverstärker des Musikers. Die ersten verkauften PRS-Modelle hatten keinen Tonregler, was Smith später ohne Absprache änderte. Erzählungen nach wollte Santana im Tonstudio den Klang seiner Gitarre verändern und bat seine Tontechniker, die Höhen aufzudrehen; diese sollen geantwortet haben: „Mach’s an deiner Gitarre!“ — Santana: „Meine hat keinen Tonregler.“ — „Seit wann denn das?“ Ab 1985 wurden die ersten (ausgereiften) Custom-24-Modelle in Serie gefertigt, daher gilt 1985 als offizielles Gründungsjahr der Firma.

## 1985 bis heute

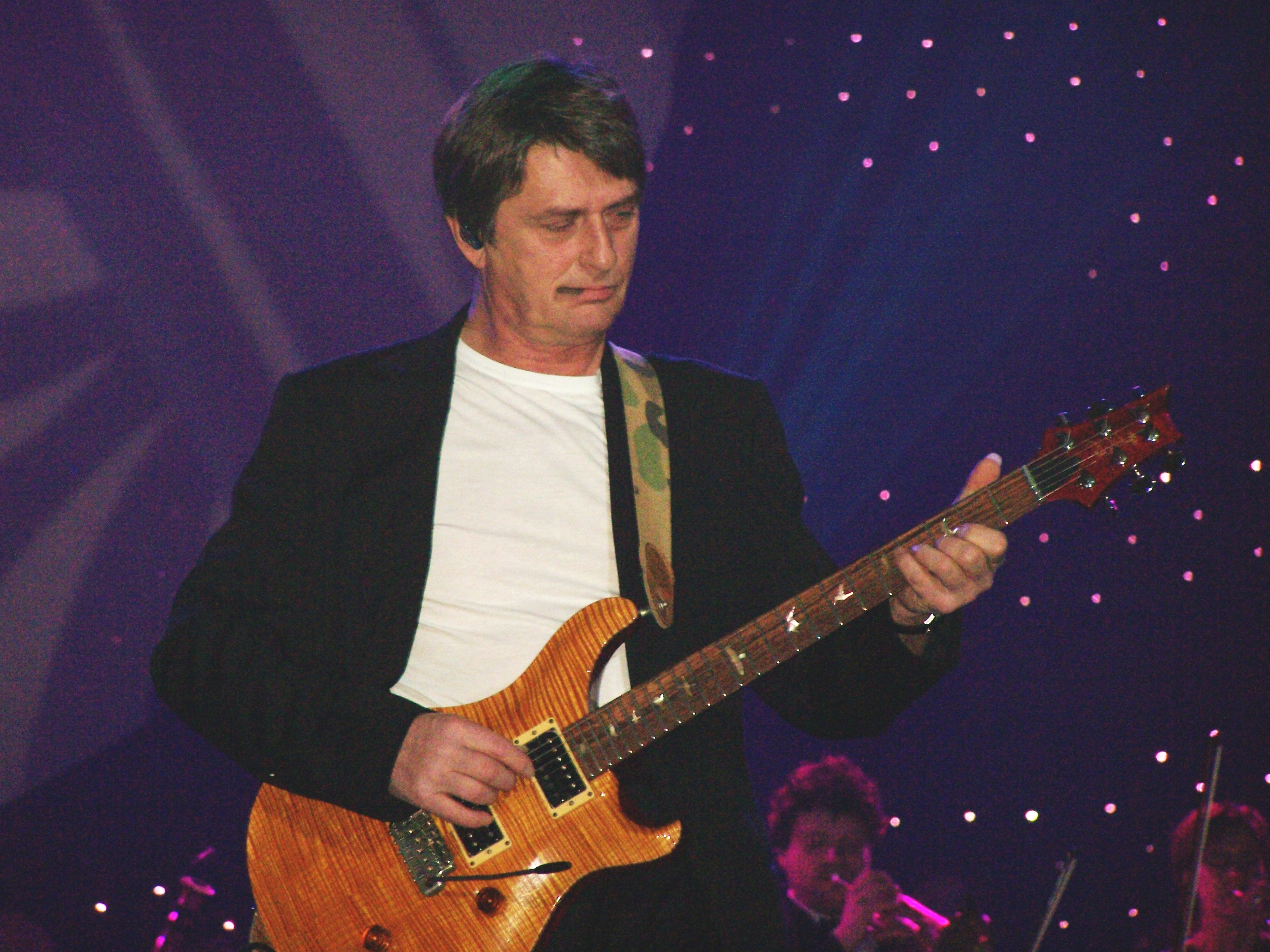
Mike Oldfield mit seiner Custom 24 im Dezember 2006 in der Frankfurter Festhalle

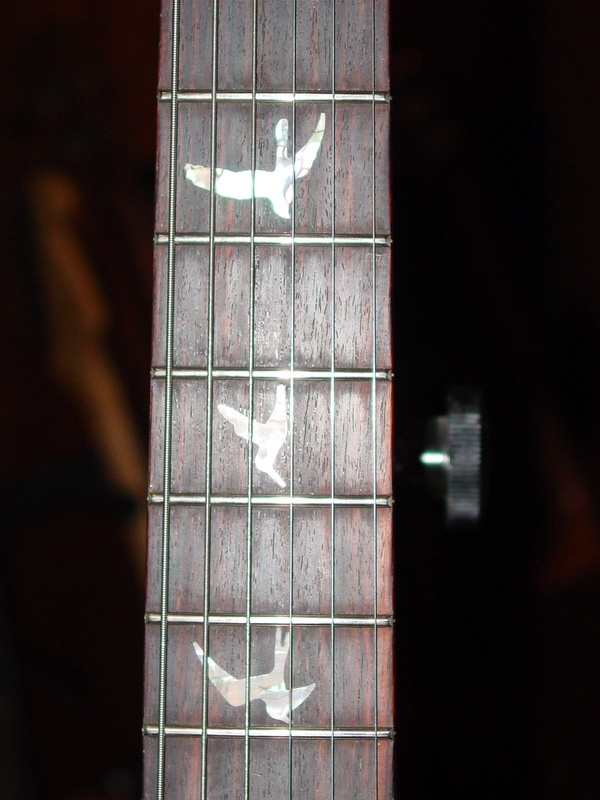
Vogel-Intarsien am 3., 5., und 7. Bund des Griffbretts einer PRS-Gitarre

Hatte Smith anfangs monatlich etwa eine Gitarre hergestellt, expandierte er mit wachsender Popularität in den 1980er-Jahren. Der ehemalige Gibson-Präsident Ted McCarty wurde als Berater engagiert. PRS ehrte ihn mit den McCarty-Modellen. Heute hat PRS Guitars seinen Sitz in Stevensville (Maryland, USA) und beschäftigt rund 200 Mitarbeiter.
Markenzeichen der E-Gitarren von PRS sind die Markierungen der Bünde des Griffbretts mit Einlagen (Intarsien) in Form verschiedener Vögel, sowie die Kopfplatte der Instrumente mit der Signatur von Smith. Prägnant ist ferner die Form der Decken. Das hier häufig verwendete hochwertige Ahornholz mit auffälliger Maserung ist ein Grund für die hohen Preise der Gitarren. Ein weiterer ist die Verwendung von exotischen Materialien wie Abalone, die als Verzierung und für die Griffbretteinlagen verwendet werden.
Da unter 2000 € nur wenige Modelle zu bekommen waren, haftet PRS-Gitarren bisweilen ein „Anwalts- und Ärzte-Sohn-Flair“ an. Frühe PRS-Modelle wie die 513 Rosewood, die Modern Eagle und die Santana II wurden mit Preisen bis zu 6000 € ab Werk verkauft. Noch teurer sind ältere Private-Stock-Modelle (Sonderanfertigungen), Dragon-Modelle (eine Edition mit geringer Auflage, häufig mit der Darstellung von Drachen auf dem Griffbrett verziert) und Artist-Modelle (Luxus-Editionen).
Ende der 1990er-Jahre wurde die preiswertere, in Südkorea gefertigte SE-Serie eingeführt, die vereinfacht hergestellt wird (keine gewölbten Decken, schlichtere Hölzer, deckende Lackierungen, einfachere Elektronik und Metallteile etc.). Sie werden für ihre Preisklasse als sehr gut eingeschätzt, laut Experten können diese Gitarren mit Modellen anderer Hersteller in der Preisklasse von 1200 bis 1600 € konkurrieren. Im Jahr 2007 erschien die Mira-Serie, die in der preislichen Mittelklasse zwischen den Modellen SE und CE liegt.
Seit 2008 wird mit dem Gary Grainger Private Stock Bass erstmals seit Mitte der 1990er-Jahre ein E-Bass-Modell in Serie gefertigt, das auf einer Signature-Anfertigung für den Bassisten Gary Grainger basiert. Zudem wurden fast alle Satin-Finish-Modelle (mit Nitrolackierung) aus dem Katalog genommen; ebenso die Serie Standard High Gloss (Hochglanz). Neu ist die Mastering Voice Control (MVC) auf den Santana-MD- und McCarty-II-Modellen. Am deutlichsten ist die Abänderung eines der PRS-Markenzeichen: Die bekannten Vogel-Inlays wurden neu gestaltet, nachdem bereits auf den 513-Modellen andere Inlays erschienen waren (die so als „513-Birds“ beibehalten und nicht geändert wurden).
Ab 2009 wurde die Palette der Modelle mit Hohlkammern im Korpus (PRS-Bezeichnung: Hollow Body) erweitert und in Serie gefertigt. Zudem wurden erstmals Akustikgitarren sowie Gitarrenverstärker und Lautsprecherboxen in Serie hergestellt. PRS zieht damit den Konkurrenten Gibson und Fender nach, die in diesen Marktsegmenten schon lange vertreten sind.
2013 PRS führt die S2-Serie ein, Ziel war eine günstigere PRS-Gitarre in Maryland zu produzieren. Sie unterscheidet sich von den anderen Amerika-Modellen durch ein einfacheres, weniger geschwungenes "Body-carving" und setzt die asiatischen Elektronik-Komponenten ein. Weiterhin gibt es bei den S2-Modellen nicht die Wahl zwischen unterschiedlichen Halsformen und der Hals besteht nicht aus einem Stück, sondern die Kopfplatte ist angesetzt.
2016 wird die CE (Classic electric) wieder eingeführt, nachdem sie erstmals 1988 eingeführt wurde und 2009 aus dem Angebot verschwand. Die CE ist ein sogenanntes „Bolt-On“ Model, bei dem der Hals an den Korpus geschraubt wird, statt wie bei den Core-Modellen verleimt. Von den Core-Modellen unterscheidet sie sich weiterhin durch eine etwas geringere Formgebung der Ahorn-Decke und die – wie bei der S2 – angesetzte Kopfplatte. Wie bei den Core-Modellen, im Gegensatz zur S2, setzt PRS bei der CE allerdings die in Amerika produzierten Tonabnehmer ein. Durch diese Maßnahmen konnten die Produktionskosten im Vergleich zu den Core-Modellen gesenkt werden, so dass sie preislich zwischen den S2 und den Core-Modellen angesiedelt ist.
2018 bringt PRS mit John Mayer die Silver Sky heraus – eine, lt. Mayer, Vintage-Single-Coil-Gitarre. Durch den ebenfalls angeschraubten Hals fällt sie somit auch unter die "Bolt-On"-Serie der PRS-Gitarren.
2019 PRS baut in Indonesien eine Produktionsstätte für ihre SE-Modelle auf. Stand Juli 2020 werden inzwischen fast alle Modelle der SE-Linie in Indonesien gefertigt.
2022 PRS erweitert seine SE-Serie um die "Silver Sky SE".

## Private-Stock-Modelle
Fast alle Hersteller von E-Gitarren haben heutzutage eine Abteilung für Sondermodelle (Custom Shop), durch den sich Künstler Instrumente speziell anfertigen lassen können. Paul Reed Smith bezeichnet seine gesamte Firma als einzigen Custom Shop, da bei PRS sehr stark auf Kundenwünsche reagiert werde. Deswegen nannte er den Custom Shop von PRS „Private Stock“. Hier können sich Privatleute oder Instrumentenhändler Modelle speziell anfertigen lassen. Dabei beruhen alle Gitarren auf den Standardformen beziehungsweise -Merkmalen der PRS-Gitarren, allerdings mit innovativer Tonabnehmer-Verschaltung, gestalterisch neuen Details oder sogar speziellen Bauweisen ausgestattet (Doubleneck, Longscale, siebensaitig, zwölfsaitig). Da die Werkqualität von PRS bereits sehr hoch ist und die Modelle an sich sehr exklusiv sind, haben die PRS-Instrumente der Klasse Private Stock besonders hohe Verkaufspreise. Die Modelle zählen zur Spitzenklasse der Instrumentenbaukunst und stecken von der Fertigungsqualität her „so manchen anderen Hersteller locker in die Tasche“ (O-Ton aus einem Artikel der Musik-Fachzeitschrift Gitarre & Bass). Einige speziell im Private Stock entworfene Modelle erwiesen sich als so praktisch und massentauglich, dass sie zu Serienmodellen weiterentwickelt wurden. Diese so entstandenen Modelle (Modern Eagle, Singlecut Modern Eagle, 513 Rosewood, 513 und 1980 Weststreet Ltd.) sind jedoch immer noch relativ teuer. Auch Signature-Modelle waren zuerst Private-Stock-Instrumente, wurden jedoch später serienmäßig gefertigt.

## Griffbrett Intarsien (Bird inlays)
Eines der auffälligen Merkmale der PRS Gitarren sind die auf vielen Modellen vorhandenen Griffbrett Intarsien in Form von Schattenrissen (Scherenschnitt) verschiedener Vogelarten.
Die Mutter von Paul Reed Smith war eine passionierte Vogelbeobachterin, weswegen er sich entschloss, die Bundmarkierungen auf seinen Gitarren in Form verschiedener Vogelarten anzufertigen.
Die einzelnen Vogelarten der verschiedenen Bünde sind folgende:
- 3. Bund: Wanderfalke
- 5. Bund: Kornweihe
- 7. Bund: Rubinkehlkolibri
- 9. Bund: Flussseeschwalbe
- 12. Bund: Rundschwanzsperber
- 15. Bund: Milan
- 17. Bund: landender Spatz
- 19. Bund: Sturmvogel
- 21. Bund: landender Falke
- 24. Bund: Kreischeule auf einem Ast (verständlicherweise nur Modelle mit 24 Bünden)

## Klang und Technik
PRS-Gitarren gelten als vielseitig einsetzbar, was sich auch an der Vielfalt der durch ihre Endorser vertretenen Musikstile zeigt. Von Blues (zum Beispiel David Grissom) über Latin Rock (Carlos Santana), Bluegrass (Johnny Hiland), Rockmusik (Ray Davies, Joe Walsh, Orianthi) bis hin zu Metal (Brad Delson, Emil Werstler, James Root, Mikael Åkerfeldt) und Hard-Rock (Chad Kroeger, Mark Tremonti, Zach Myers) ist eine große Bandbreite an Stilrichtungen vertreten. Besondere Verbreitung haben PRS-Gitarren in den Stilrichtungen Rock, Hard-Rock und Metal, da die PRS-Tonabnehmer eine relativ hohe Ausgangsleistung haben und dadurch einen aggressiv klingenden Ton unterstützen. Der PRS-Ton kann jedoch auch harmonisch ausgewogen und „cremig“ klingen und erinnert darin an die Klangmöglichkeiten der Gibson Les Paul. Populär gemacht hat diesen Gitarrenklang Carlos Santana.
Fast alle PRS-Gitarren (bis auf McCarty, SC 245 und alle SE-Modelle) besitzen sogenannte Locking Tuner. Das sind Stimmmechaniken, in denen die Gitarrensaiten festgeklemmt werden. Durch diese Technik soll zum einen die Stimmstabilität verbessert werden, und zum anderen benötigen die Saiten dadurch nur ein bis zwei Wicklungen auf den Wirbeln der Mechaniken.
Die meisten Modelle besitzen zwei Tonabnehmer (Pickups), zumeist in Doppelspulen-Bauweise (Humbucker). Einige Modelle tragen stattdessen P-90-Single-Coils oder wie auf dem 305er-Modell drei Single-Coils, um nah an den Ton einer Fender Stratocaster herankommen zu können. In einigen neueren Modellen (zum Beispiel NF3 und Studio) werden inzwischen auch sogenannte Narrow-Field-Humbucker verwendet, die vom Aufbau einem konventionellen Humbucker gleichen, von den Abmessungen her aber schmaler, eher wie ein konventioneller Single-Coil-Tonabnehmer gebaut sind. Dadurch ergibt sich wiederum ein eigenständiger Klang, der Charakteristiken des Humbuckers und Single-Coils neu mischt. Generell haben die PRS-Gitarren einige technische Besonderheiten. Besonders bekannt ist die spezielle Fünf-Weg-Schaltung der zwei Tonabnehmer, die für verschiedene Klang-Varianten auf den Custom- und Standard-Modellen sorgen. Bei vielen Gitarren von PRS wird auch eine Coil-Split-Funktion (Single-Coil-Betrieb eines doppelspuligen Humbuckers durch Abschaltung einer der beiden Magnetspulen) benutzt. Herausragend ist die Tonabnehmer-Bestückung und -Schaltung der 513: Auf diesem Modell sind fünf einzelne Tonabnehmer-Spulen verbaut, die durch zwei Schalter in 13 Varianten miteinander kombiniert werden können. Die Tonabnehmer sind hier in Gruppierungen zweier Humbucker und eines Singlecoils angeordnet, die in den Schaltungs- und Klangvarianten „Full Humbucking“, „Light Humbucking“ und „Single Coil“ benutzt werden können. Die seit 2008 eingesetzte Mastering Voice Control (MVC; siehe oben) auf den Modellen McCarty II und Santana MD soll für eine neue Klangvariante sorgen. MVC ist im Prinzip eine Coil-Split-Funktion, die trotz eingebauter Humbucker dem Single-Coil-Sound der frühen 1960er-Jahre nahekommen soll.

## Aktuelle Modelle
PRS teilt seine Modelle seit 2008 in fünf neue Kategorien ein:
- Solid Body (Modelle mit massivem Korpus ohne Hohlräume)
- Hollow Body (Modelle mit Hohlräumen im Korpus)
- Signature (speziell für Künstler angefertigte Modelle im freien Handel)
- Private Stock (spezielle Anfertigungen, nicht offiziell auf dem Markt erhältlich)
- SE (einfachere Ausführung der Solid-Body- und Hollow-Body-Modelle).

Die Private-Stock-Modelle werden hier nicht aufgeführt, da sie nicht im Handel vertrieben werden. Weitere Modelle befinden sich im Umlauf oder bei den länderspezifischen Vertrieben, aber werden nicht mehr im offiziellen Katalog geführt.
Im Jahr 2009 wurden durch die neuen Produkte im Verstärker- und Akustik-Bereich auch neue Produktkategorien hinzugefügt und die Palette erweitert. Die Verstärker sind jeweils entweder als Topteil oder als Combo-Verstärker erhältlich.